# Claudia (personaje de las Crónicas vampíricas)
Claudia es un personaje ficticio de la serie de novelas de Anne Rice Crónicas vampíricas. Aparece en las novelas Entrevista con el vampiro, Lestat el vampiro, La reina de los condenados, El ladrón de cuerpos y Merrick.

## Trasfondo
Claudia es una pequeña niña de 5 años nacida el 26 de julio de 1789.
Durante una epidemia que afecta a la ciudad de Nueva Orleans el vampiro Louis sufre una crisis de conciencia. Impulsado por la culpa entra en una de las casas afectadas por la plaga cerca del puerto, donde la epidemia ha golpeado con más fuerza. Louis encuentra sola a la pequeña Claudia intentando despertar a su madre que ha muerto debido a la epidemia.
Louis siente lástima por la niña e intenta llevarla a un orfanato. Sin embargo, al estar sediento de sangre comienza a alimentarse de ella -convencido de que pondrá fin a su sufrimiento. Sin embargo, antes de matarla Lestat, el compañero vampiro de Louis lo encuentra y se burla de él por ceder a sus impulsos vampíricos. Claudia es llevada a un hospital, pero Lestat la secuestra y se la lleva a Louis para que termine con ella. Claudia está al borde de la muerte, pero Lestat se corta la muñeca y le ofrece su propia sangre, convirtiéndola en un vampiro.
Los tres vampiros forman una especie de "familia" y durante los años siguientes, Claudia adopta el amor de Louis por los libros, pero también la afición de Lestat por jugar con sus víctimas antes de matarlas. Esta paz dura aproximadamente 65 años, durante los cuales la mente de Claudia madura aunque físicamente permanece siendo una niña, por lo que comienza a resentirse por su inmortalidad: aunque nunca envejecerá, tampoco podrá crecer. Esta intranquilidad es descrita por Louis cuando Claudia contempla cómo Lestat mata a una mujer criolla; ella le pregunta a Louis si alguna vez se parecerá a la joven mujer a la que Lestat ha matado.
Finalmente Claudia se resiente ante el control de Lestat, lo que lleva a continuas discusiones entre los dos y finalmente decide matarlo, primero tentándole con una "ofrenda de paz" para que se alimente de dos niños cuya sangre ha envenenado con láudano y absenta, y cuando queda aturdido por el veneno, cortándole la garganta. A continuación Claudia le pide a Louis que le ayude a deshacerse del cuerpo de Lestat arrojándolo a un pantano, pero Lestat consigue regresar, debilitado y con un aspecto horrible, tres noches más tarde. Después de incendiar accidentalmente el piso en el que viven, Louis y Claudia huyen a Europa, en busca de otros vampiros de los que aprender sobre su verdadera naturaleza.
Tras viajar por el Mediterráneo y Transilvania finalmente llegan a París, donde descubren a un grupo de vampiros que se hacen pasar por actores que interpretan obras teatrales decadentes sobre vampiros. Armand, el líder del grupo, se enamora de Louis, pero considera la existencia de Claudia una abominación. Armand permite que el resto de los vampiros de su grupo la maten junto a Madeleine, una vampira que Louis crea en París para que cuide de Claudia cuando ambos se separen. Ambas vampiras mueren encerradas en un pozo bajo los rayos del sol. Posteriormente Armand le confiesa a Louis que hizo esto por amor, aunque con razones egoístas.
En la novela El vampiro Armand se revela que Claudia había pedido convertirse en una mujer y estaba dispuesta a exponerse a lo que fuera, sin importar el peligro. En contraste directo con Entrevista con el vampiro se revela que Claudia se dejó decapitar voluntariamente y que Armand intentó conectar su cabeza a la de una joven mujer vampiro mediante su sangre vampírica, pero el proceso falló, por lo que expuso a semejante abominación a la luz del sol. Sin embargo, en la película y en la novela de Entrevista con el Vampiro se dice que tanto Claudia como Madeleine son expuestas a la luz del sol porque los vampiros de París consideran que la existencia de un niño vampiro es una abominación.
Claudia también aparece en La reina de los condenados, en la que Jesse Reeves, una joven miembro de la organización ocultista de Talamasca encuentra su diario dónde Claudia escribe los regalos que ha recibido de Louis y Lestat por lo que ella cree que es su cumpleaños. También se revela que Claudia guarda un profundo y conflictivo amor hacia su padre oscuro, Lestat. En el día de su cumpleaños Louis le regala un diario y Lestat una muñeca. La muñeca hace que Claudia la rompa y le pregunta a Lestat por qué siempre la trata como una muñeca. Lestat, en un momento de debilidad, la besa y recita este verso de La duquesa de Malfi: Cubre sus ojos. Los míos lloran. Ha muerto joven.
Claudia vuelve a aparecer en El ladrón de cuerpos en el que parece atormentar a Lestat sin piedad en un intento de hacerle sentir el dolor que él le ha causado.
Claudia hace otra aparición como fantasma en la novela Merrick, esta vez para descargar su furia sobre Louis, intentando atravesarle el corazón con una estaca. Sin embargo, Louis sobrevive al encuentro y el fantasma de Claudia desaparece. Tras convertir a Merrick en una vampira Louis intenta suicidarse, pero Lestat lo revive de nuevo con su sangre.

## Adaptación cinematográfica
En la película Entrevista con el vampiro, adaptación de la novela, el personaje de Claudia es interpretado por la actriz Kirsten Dunst. Aunque en la novela Claudia tiene unos seis años, como sería un papel demasiado difícil para una actriz de edad y era necesaria una mayor profundidad emocional se optó por la caracterización de Dunst, y por eso el personaje de Claudia aparenta unos diez años.
El personaje de Claudia tiene dos interpretaciones en solitario en la producción Lestat: el Musical, interpretando "I Want More" (Quiero más), "suplicando" sangre a Lestat y Louis y desenmascarando su deseo dormido de cazar y "I´ll Never Have That Chance" (Nunca tendré esa oportunidad) un sombrío lamento porque nunca será capaz de crecer y tener una vida normal. En el musical el personaje fue interpretado por Allison Fischer.
Por último, en 2022 volverá pero esta vez a la pantalla chica por medio de la adaptación de las Crónicas Vampíricas a cargo de la productora AMC y será interpretada por la actriz Bailey Bass, por lo que se deduce que será una versión mucho mayor a la original.

## Inspiración
La autora Anne Rice ha declarado que el personaje de Claudia fue inspirada por su hija, que murió con seis años.

## Ética del personaje
Claudia no vivió lo suficiente como para desarrollar su ética en un sentido humano, aprendió en su niñez que asesinar era una actividad cotidiana, pero luego de un tiempo terminó por recriminar haber sido convertida a tan temprana edad, pues a pesar de poseer una mente sensual, madura e incluso erótica, vivía atrapada dentro de su cuerpecillo infantil y débil.
Claudia es retratada como un personaje miserablemente condenado con sus formas.